# Spondylitis

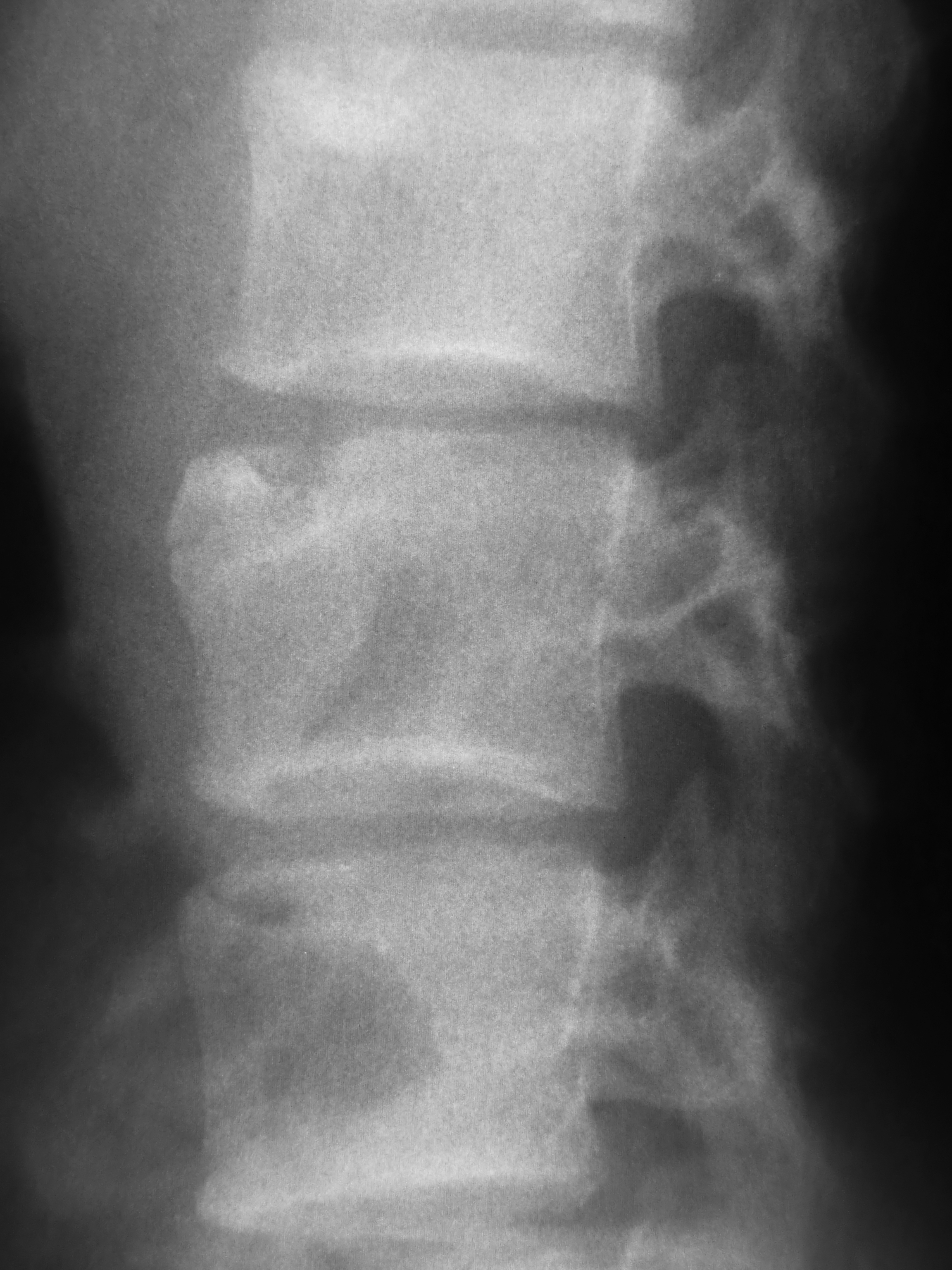
Spondylitis durch Brucellose

Bei der Spondylitis (Wirbelentzündung, von altgriechisch σπόνδυλος spondylos, deutsch ‚Wirbel‘) oder Wirbelkörperentzündung handelt es sich um eine durch hämatogene Infektion der Wirbelkörper verursachte Entzündung. Eine Spondylodiszitis (die Entzündung der Bandscheibe und der beiden angrenzenden Wirbelkörper) kann sowohl Folge als auch Ursache einer Spondylitis sein. Hingegen ist die ankylosierende Spondylitis (auch Spondylitis ankylosans und Morbus Bechterew genannt) eine entzündlich-rheumatische Erkrankung, die die Gelenke der Gliedmaßen und vor allem die (Brust-)Wirbelsäule befällt.

## Diagnostik
Die  Schmerzen sind uncharakteristisch und können als banaler Rücken- oder Kreuzschmerz verkannt werden. Im frühen Stadium kann die Röntgenuntersuchung ohne Befund sein. Ist der Prozess gut abgekapselt, zeigen auch die Laborwerte keine Auffälligkeiten. Ein gutes Hilfsmittel ist hier die Szintigraphie, mit der sich die Aktivierung des Knochenstoffwechsels nachweisen lässt. Das MRT zeigt den entzündlichen Vorgang im Knochen und in den umgebenden Weichteilen.
Die tuberkulöse Spondylitis ist als Sonderfall zu sehen. Bei langsamem Verlauf kommt es, mit relativ geringer Symptomatik und manchmal wenig auffälligen Laborwerten, zu einer allmählichen Zerstörung eines oder mehrerer Wirbel („Wirbelkaries“).

## Therapie
Je nach der Schwere des Krankheitsbildes muss die unumgängliche, intensive antibiotische Behandlung durch operative Maßnahmen  ergänzt werden. Der zerstörte Knochen wird dabei ausgeräumt. Wenn der Befund es anbietet, können Ketten aus antibiotikahaltigem Kunststoff eingelegt werden, die später wieder entfernt und gegen körpereigenes Knochenmaterial ausgetauscht werden. Zur Stabilisierung des Rumpfs wird zusätzlich eine Orthese (früher ein Gipsbett) gegeben. Die notwendige Behandlung und die Überwachung des Verlaufes dauern lange, in der Regel deutlich über ein Jahr, liegt eine Tuberkulose vor, noch wesentlich länger.